# Leo Mansell

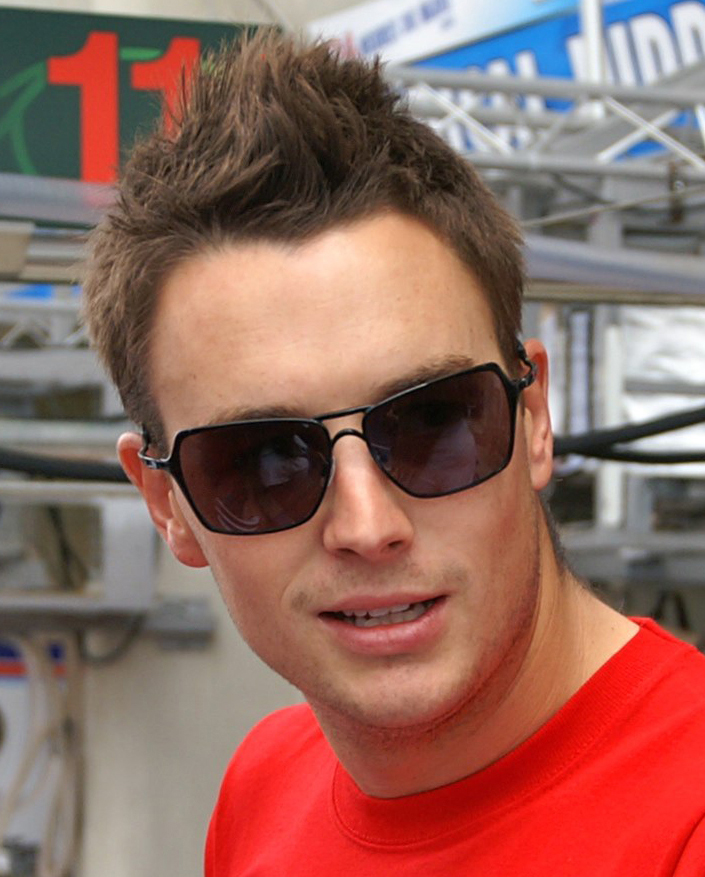
Leo Mansell 2010

Leo Mansell (* 4. Januar 1985 auf der Isle of Man) ist ein ehemaliger britischer Automobilrennfahrer. Er ist ein Sohn des Formel-1-Weltmeisters Nigel Mansell und älterer Bruder des Rennfahrers Greg Mansell.

## Karriere
Leo Mansell begann seine Motorsportkarriere 2005 zusammen mit seinem Bruder Greg im Kartsport. 2006 wechselten die beiden in die britische Formel BMW. Im Gegensatz zu seinem Bruder, der 14. in der Gesamtwertung wurde, konnte er keine Punkte erzielen. Nachdem die beiden Brüder bereits 2006 als Gastfahrer an einem Rennen der britischen Formel-3-Meisterschaft an den Start gegangen waren, fuhren beide 2007 für Fortec Motorsport in dieser Serie. Während Leo Mansell nur bei einem Rennen Punkte erzielen konnte und am Saisonende den 17. Gesamtrang belegte, wurde sein Bruder Greg mit drei Podest-Platzierungen Zehnter.
2008 verließen Leo und Greg Mansell Europa und starteten in der Formel Atlantic für den Rennstall Walker Racing. Während Greg Mansell mit mehreren Platzierungen unter den besten zehn Fahrern am Saisonende den zehnten Platz im Gesamtklassement belegte, musste sich Leo, der 19. wurde, erneut seinem jüngeren Bruder geschlagen geben. 2009 starteten die beiden Brüder erstmals in verschiedenen Rennserien und Leo Mansell wechselte in die Le Mans Series. Der Brite startete für das Team Modena in einem Ferrari F430 GT und belegte am Ende der Saison mit einem Sieg den dritten Platz in der LMGT2-Wertung. Außerdem startete er für sein Team beim 24-Stunden-Rennen von Le Mans und beendete das Rennen auf dem siebten Platz in der GT2-Wertung.
2010 wechselte er innerhalb der Le Mans Series zum Team seines Vaters Nigel Beechdean Mansell, für das er zusammen mit seinem Bruder Greg startet. Bei einigen Läufen der Serie und dem 24-Stunden-Rennen von Le Mans 2010 werden die beiden Söhne zudem von Nigel Mansell auch als Fahrer aktiv unterstützt.

## Statistik

### Karrierestationen
- 2005: Kartsport
- 2006: Britische Formel BMW
- 2007: Britische Formel-3-Meisterschaft (Platz 17)
- 2008: Formel Atlantic (Platz 19)
- 2009: Le Mans Series (LMGT2, Platz 7)
- 2010: Le Mans Series

### Le-Mans-Ergebnisse
| Jahr | Team                         | Fahrzeug            | Teamkollege  | Teamkollege    | Platzierung | Ausfallgrund             |
| ---- | ---------------------------- | ------------------- | ------------ | -------------- | ----------- | ------------------------ |
| 2009 | Team Modena                  | Ferrari F430 GT2    | Pierre Ehret | Roman Russinow | Rang 27     |                          |
| 2010 | Beechdean Mansell Motorsport | Ginetta-Zytek GZ09S | Greg Mansell | Nigel Mansell  | Ausfall     | Unfall von Nigel Mansell |